# Billmerich
Billmerich ist ein Stadtteil der westfälischen Stadt Unna im gleichnamigen Kreis mit fast 2100 Einwohnern.

## Geographie

### Lage
Billmerich liegt etwa 4 km südlich der Stadt Unna. Billmerich unterteilt sich in die sechs Bereiche Ortsmitte (dem alten Ortskern mit Kirche und Gemeindehaus), Hillering / Ringebrauck (nördlich vom Ostenberg, Richtung Südstadt von Unna), Auf der Höhe (ehemals Tonhausen, nördlich von alter Ortsmitte in Richtung Unna), Auf der Kluse (Richtung Altendorf / Dellwig), Dorfkamp (Neubaugebiet östlich von Schule und Kindergarten) und Am Busch (in Richtung Holzwickede).

### Nachbargemeinden
Billmerich grenzte im Jahr 1967 im Uhrzeigersinn im Norden beginnend an die Stadt Unna und an die Gemeinden Strickherdicke, Langschede, Altendorf, Opherdicke und Massen (alle im Kreis Unna).

### Geologie
Die zahlreichen Steinbrüche in der Billmericher Flur erlauben anhand der verschiedenen Gesteinsschichten eine Deutung des geologischen Aufbaus des Bodens. Die Kreide aus den Kalkmergelsteinbänken, die an fast allen höher gelegenen Stellen in Billmerich vorkommt, wurde auf den Feldern zum Düngen verwendet. In der oberen Steinkohlenzeit (vor ca. 320 Millionen Jahre) bis in die Kreidezeit (vor ca. 90 Millionen Jahre) lag hier eine Grenze zwischen Meer und Festland. Im Bereich von Billmerich stoßen von Süden das Rheinische Schiefergebirge mit der Westfälischen Tieflandsbucht im Norden aneinander. Die Gegend war geprägt durch Moore und Sumpfwälder (daher die Kohleablagerung), sowie Sandsteine (Ablagerung des Küstensandes) und fossile Meerestiere (sogenannte Kalkmergelsteine). Durch Klimaänderungen (vor ca. 9 Millionen bis 150.000 Jahren) kamen Eiszeiten, die von Warmwetterzeiten unterbrochen waren. Mit der Saale-Kaltzeit als letzter Eiszeit gelangte skandinavisches Inlandeis bis an den Haarstrang, von dem auch der runde Findling in der Bauernkuhle stammte.
In sieben größeren und in einigen kleineren Steinbrüchen wurde ein Sandstein gebrochen, der zum Bau von Straßen, Mauern und Bauwerken verwendet wurde. Das Fundament z. B. der ev. Kirche in Billmerich (erbaut 1934) und auch viele der heute noch vorhandenen Mauern, als Straßenbegrenzungen, bestehen aus den Billmericher Bruchsteinen. Noch vor dem Zweiten Weltkrieg wurden die Steinbrüche aus wirtschaftlichen Gründen stillgelegt.
Es gab auch kurzfristig einen Eisensteinbergbau auf einem Acker des Bauern Dieckmann.

## Geschichte
Die erste urkundliche Erwähnung des Ortes Billmerich, als Bilimerki, datiert aus dem Jahre 890 und war im Besitz des Klosters Werden. Das Kloster besaß auch den heute nicht mehr lokalisierbaren Ortsteil „Ostbilimerki“. 1330 wird ein Ortsteil „Hillering“ urkundlich in der Lehnung an den Edelherrn Lambert van der Rure genannt: „... eyner halven Hove Holtes in der Belemerke, dey behoren in dat Gut to Hildernich ...“.
Billmerich gehörte im Spätmittelalter und der Frühen Neuzeit in eigener Bauerschaft (Beelmarcke) im Amt Unna zur Grafschaft Mark. Laut dem Schatzbuch der Grafschaft Mark von 1486 hatten die 10 Steuerpflichtigen in der Bauerschaft zwischen 1 und 6 Goldgulden an Abgabe zu leisten. Im Jahr 1705 waren in der vergrößerten Bauerschaft (Baurschaft Belmericke) 21 Steuerpflichtige mit Abgaben an die Rentei Wetter im Kataster verzeichnet.
Im 19. Jahrhundert gehörte die Landgemeinde Billmerich bei der Errichtung der Ämter in der preußischen Provinz Westfalen zum Amt Unna, dann zum Amt Unna-Kamen im Kreis Hamm. Im Jahr 1885 gab es in der Landgemeinde Billmerich auf 660 ha Fläche, davon 446 ha Ackerland, 16 ha Wiesen, 51 ha Holzungen, 12 Wohnplätze, 114 Wohnhäuser mit 158 Haushaltungen und 890 Einwohner.
Anlässlich der Auskreisung der Stadt Hamm am 1. April 1901 wurde aus dem Kreis der Landkreis Hamm. Nach einer Gebietserweiterung im Jahr 1929 wurde dieser im Oktober 1930 in Kreis Unna umbenannt. Am 1. Januar 1968 wurden die bisherigen Gemeinden Afferde, Billmerich, Hemmerde, Kessebüren, Lünern, Massen, Mühlhausen, Siddinghausen, Stockum, Uelzen und Westhemmerde mit der Stadt Unna zusammengeschlossen.

## Wappen
| Wappen der ehemaligen Gemeinde Billmerich, Kreis Unna | Blasonierung: „In Rot mit einem in drei Reihen in Silber (Weiß) und Rot geschachten Balken im Schildhaupt, gestürzte silberne (weiße) Hammer und Schlegel zwischen zwei goldenen (gelben) Ähren.“ |
| Wappen der ehemaligen Gemeinde Billmerich, Kreis Unna | Wappenbegründung: Das Wappen wurde 1964 vom nordrhein-westfälischen Innenminister genehmigt. Der Schachbalken entstammt dem Wappen der Grafschaft Mark, frühere Landesherren über das Gemeindegebiet. Hammer und Schlegel stehen für den Steinkohle- und Eisensteinbergbau in der Gemeinde, die Ähren für die Landwirtschaft. |

## Einwohnerentwicklung
| Jahr | Einwohner |
| ---- | --------- |
| 1849 | 0552      |
| 1910 | 1130      |
| 1931 | 1073      |
| 1956 | 1329      |
| 1961 | 1304      |
| 1967 | 1413      |
| 1987 | 1957      |
| 2013 | 2060      |

## Ergebnisse der Kommunalwahlen in Billmerich ab 1994
In der Liste werden nur die Stimmenanteile der Parteien und Wählergemeinschaften aufgeführt, die mindestens 2 Prozent der Stimmen bei der jeweiligen Wahl erhalten haben.
| Jahr | CDU    | SPD    | Grüne  | FDP    | WfG   | gewählte Ortsvorsteher |
| ---- | ------ | ------ | ------ | ------ | ----- | ---------------------- |
| 1994 | 23,8 % | 52,8 % | 13,1 % | 5,3 %  |       | Rudi Betzinger (SPD)   |
| 1999 | 38,4 % | 49,7 % | 7,6 %  | 4,3 %  |       | Rudi Betzinger (SPD)   |
| 2004 | 34,4 % | 37,6 % | 15,4 % | 10,6 % |       | Bernhard Albers (CDU)  |
| 2009 | 52,0 % | 27,4 % | 8,9 %  | 6,8 %  |       | Bernhard Albers (CDU)  |
| 2014 | 53,4 % | 24,3 % | 10,4   |        |       | Bernhard Albers (CDU)  |
| 2020 | 51,0 % | 16,4 % | 15,1 % | 5,0 %  | 6,3 % | Bernhard Albers (CDU)  |

## Verkehr
Die Kreisstraße K 28 verbindet Billmerich mit Unna über den Ostenberg und Altendorf über die Kluse. Im Ortsteil Billmerich trägt die Kreisstraße den Namen „Altendorfer Straße“. In der Ortsmitte kreuzen die „Liedbachstraße“ sowie „Holzwickeder Straße“ von Westen und die „Billmericher Dorfstraße“ von Osten die Kreisstraße.